# Fritessaus

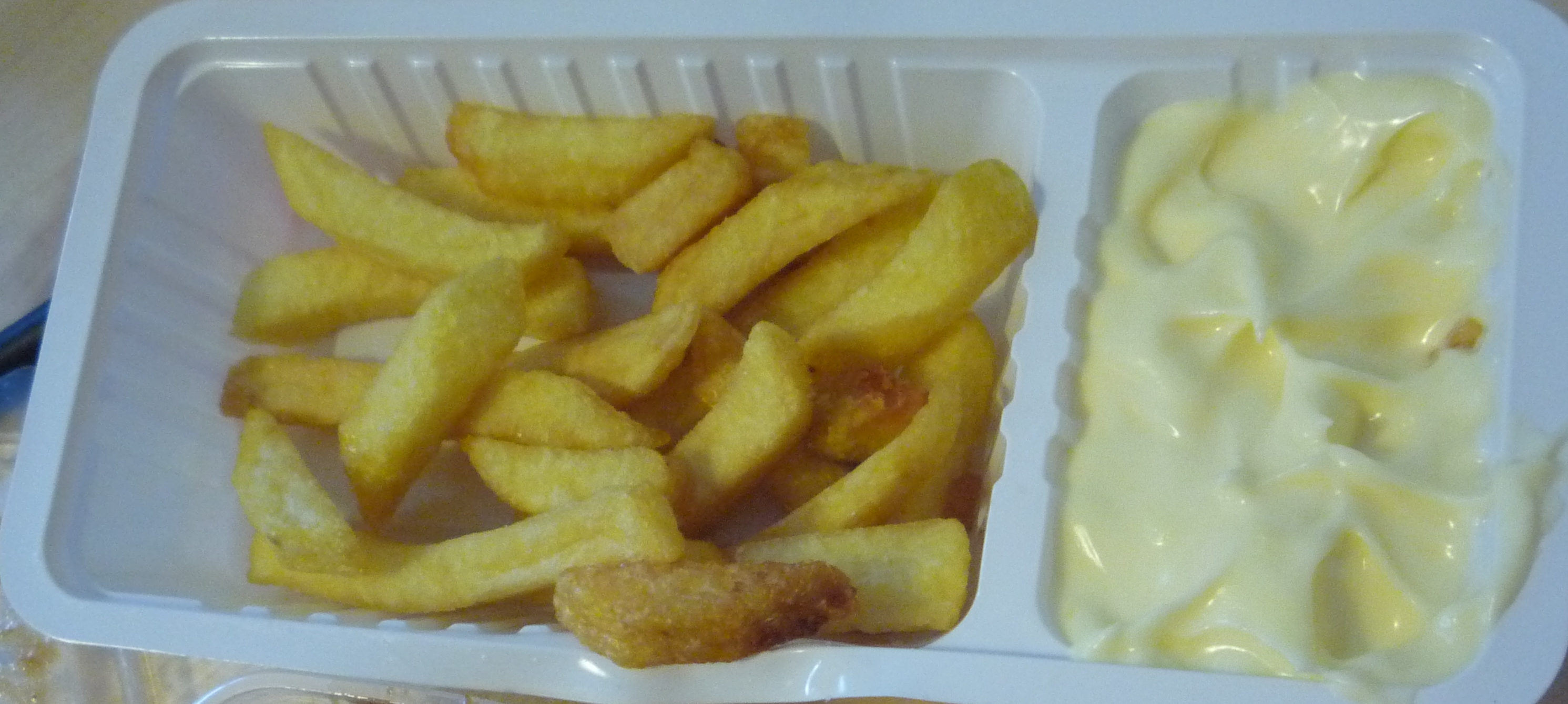
Patat frites met fritessaus

Fritessaus of frietsaus is een in Nederland populaire mayonaiseachtige saus met slechts 25% vet. Dit in tegenstelling tot de 75% tot 80% vet die zich in de meeste soorten mayonaise bevindt. In frietsaus wordt het vet vervangen door vezels en natuurlijk zetmeel. Naast het vetgehalte onderscheidt fritessaus zich van mayonaise door een (hoog) gehalte aan suiker of andere zoetstoffen. 
Producenten van fritessaus in Nederland zijn onder meer Remia, Oliehoorn, Gouda's Glorie en Calvé.